# 김민승
김민승(1971년 ~ 2018년 5월 20일)은 대한민국의 영화 배우이다.

## 연기 활동

### 드라마
- 2010년 KBS 주말특별기획 《전우》 ... 이진구 역
- 2012년 KBS 대하드라마 《대왕의 꿈》 ... 신라 국경장군 역
- 2015년 KBS 일일연속극 《가족을 지켜라》 ... 양민준의 삼촌 역

### 영화
- 2006년 《모노폴리》 ... 승무원 역
- 2007년 《여름이 가기 전에》 ... 빌라 부부 역
- 2008년 《1724 기방난동사건》 ... 짝귀파 6 역
- 2010년 《구르믈 버서난 달처럼》 ... 견자형 4 역
- 2010년 《방가? 방가!》 ... 최조사관 역
- 2011년 《평양성》 ... 남건파 장수 2 역
- 2011년 《통증》 ... 남순 부 역
- 2012년 《철가방 우수 씨》 ... 흥수 역
- 2013년 《마이 라띠마》 ... 부동산 중개인 역
- 2013년 《톱스타》 ... 정동진 파출소 경찰 역
- 2015년 《미션: 톱스타를 훔쳐라》 ... 조태식 역